# Lexus LS
La Lexus LS est une grande berline du constructeur automobile japonais Lexus. Elle est le premier modèle Lexus commercialisé à partir de 1989, en cinq générations.

## Première génération (1989-1994)

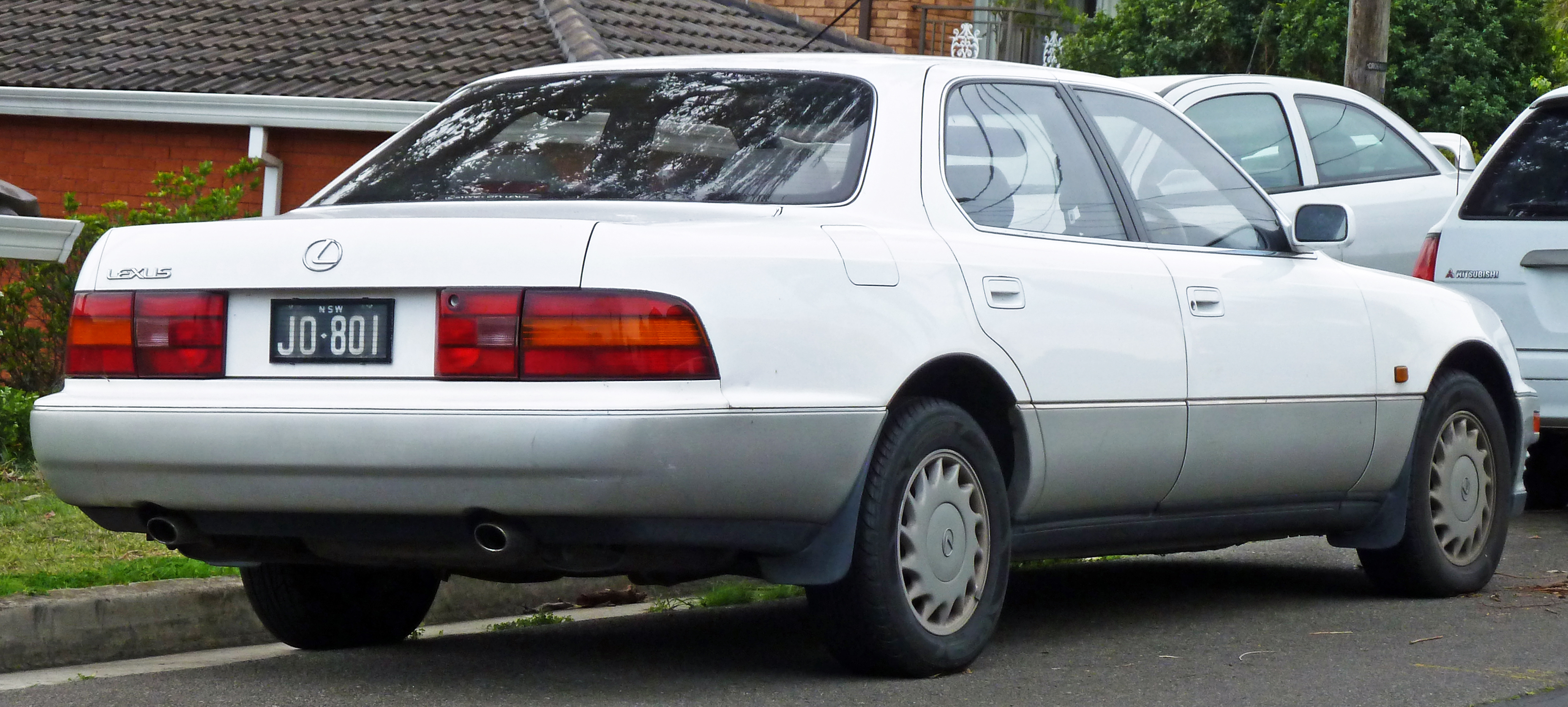
Lexus LS I (XF10)

La première génération de Lexus LS, sortie en même temps que la marque en 1989, existe aussi sous le label Toyota (uniquement au Japon où la marque Lexus n'a été introduite qu'en 2005) et s'appelle Celsior. La première version est commercialisée jusqu'en 1994, après un restylage en 1992.
Elle reçut le prix de la plus belle voiture de l'année en 1990.
Outre ses qualités intrinsèques,, la voiture est connue d'un tout autre public, plus jeune, apparaissant dans de nombreux jeux vidéo. Sa présence la plus remarquée, étant sans doute au sein du 2e volet de la saga Street Fighter, sorti en 1991.

## Seconde génération (1994-2000)
La seconde génération est commercialisée de 1994 à 2000, toujours basée sur le premier opus. Restylée en 1997 elle est, comme la LS XF10, vendue par Toyota sous le nom Celsior.

### Phase 1

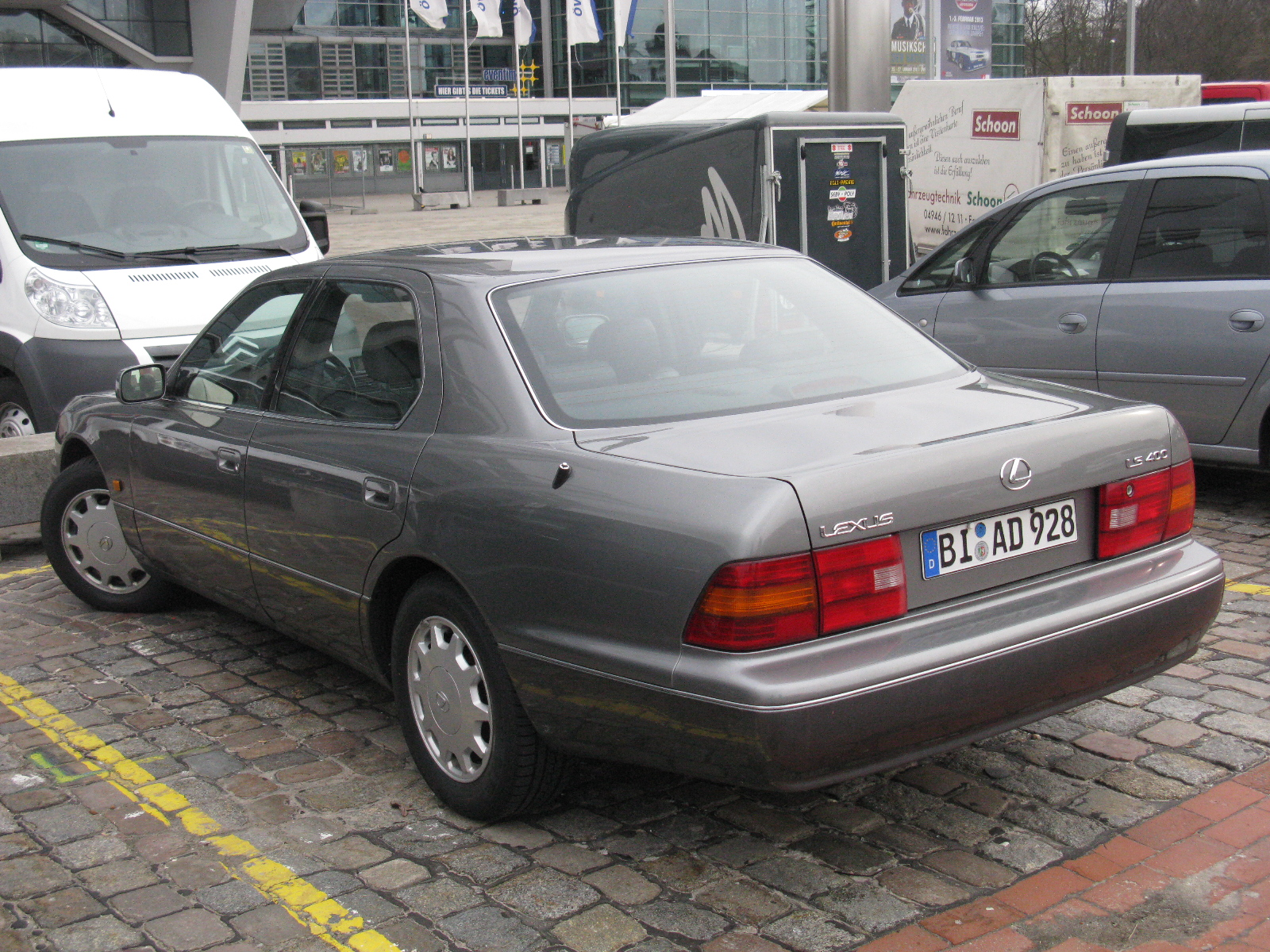
Lexus LS II (XF20) Phase 1

## Troisième génération (2000-2006)
En 2000 la LS 400 est remplacée par la LS 430 (XF30), qui possède un moteur de 4,3 litres de 281 ch. Ce modèle est restylé en 2003 et produit jusqu'en 2006.

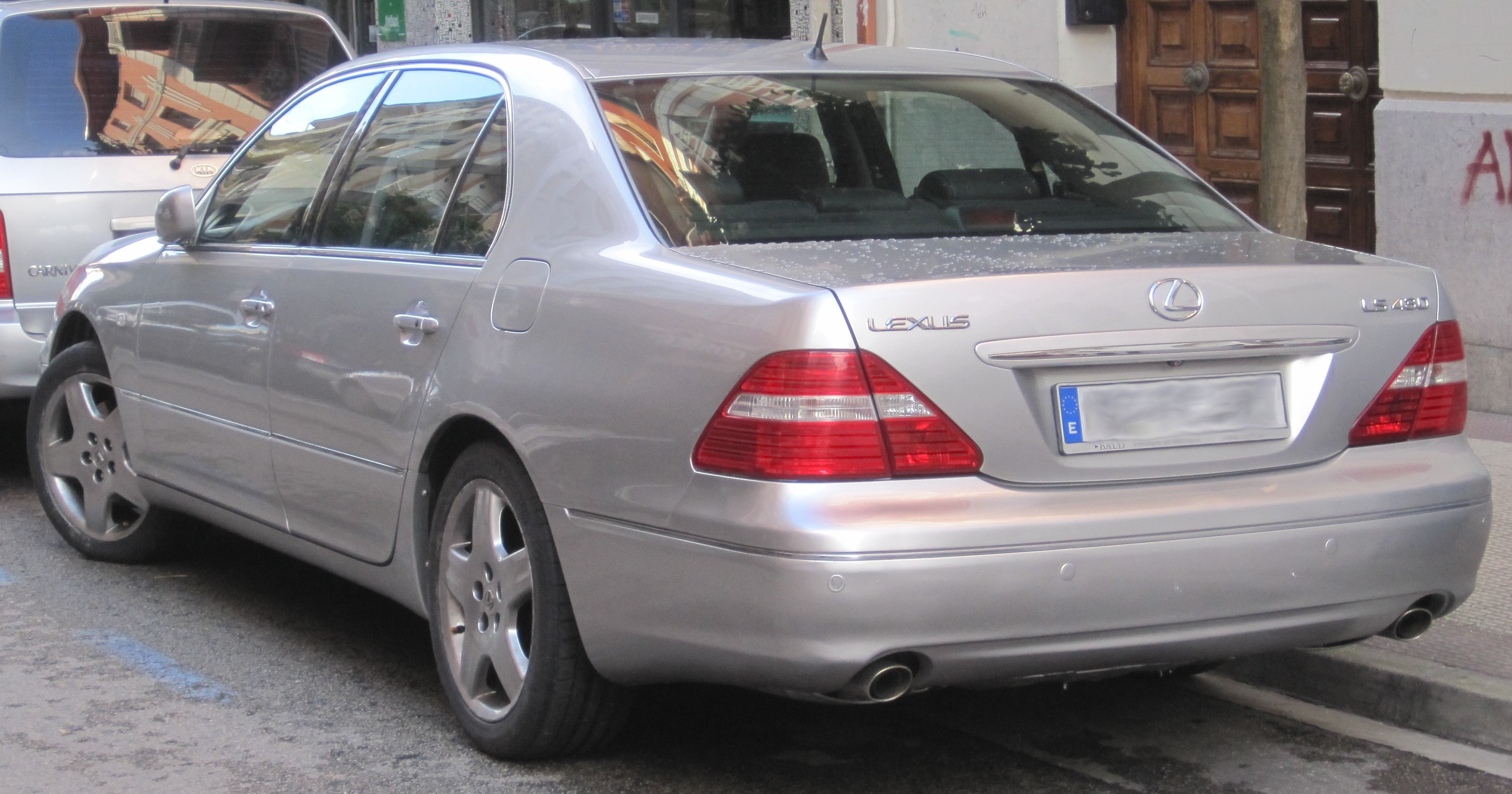
Lexus LS III (XF30) Phase 1

## Quatrième génération (2006-2017)
La quatrième génération de Lexus LS est lancée courant 2006, équipée d'un V8 4,6 litres essence de 380 ch. Elle est élue « Voiture mondiale de l'année 2007 (World Car of the Year) à l'occasion du salon de New York.
Cette LS se convertit aussi à la technologie hybride, avec le système Hybrid Synergy Drive. Baptisée LS 600h, elle peut être livrée en version rallongée de 12 cm.
Commercialisée en France fin 2006 en version essence, la LS 460 est vendue de 95 000 € (Pack Executive) à 104 000 € (Pack Président), tandis que la LS 600h sort en France en septembre 2007, à  126 500 € en version «courte» et 129 500 € en version longue.
Elle est restylée en 2009 et 2012.

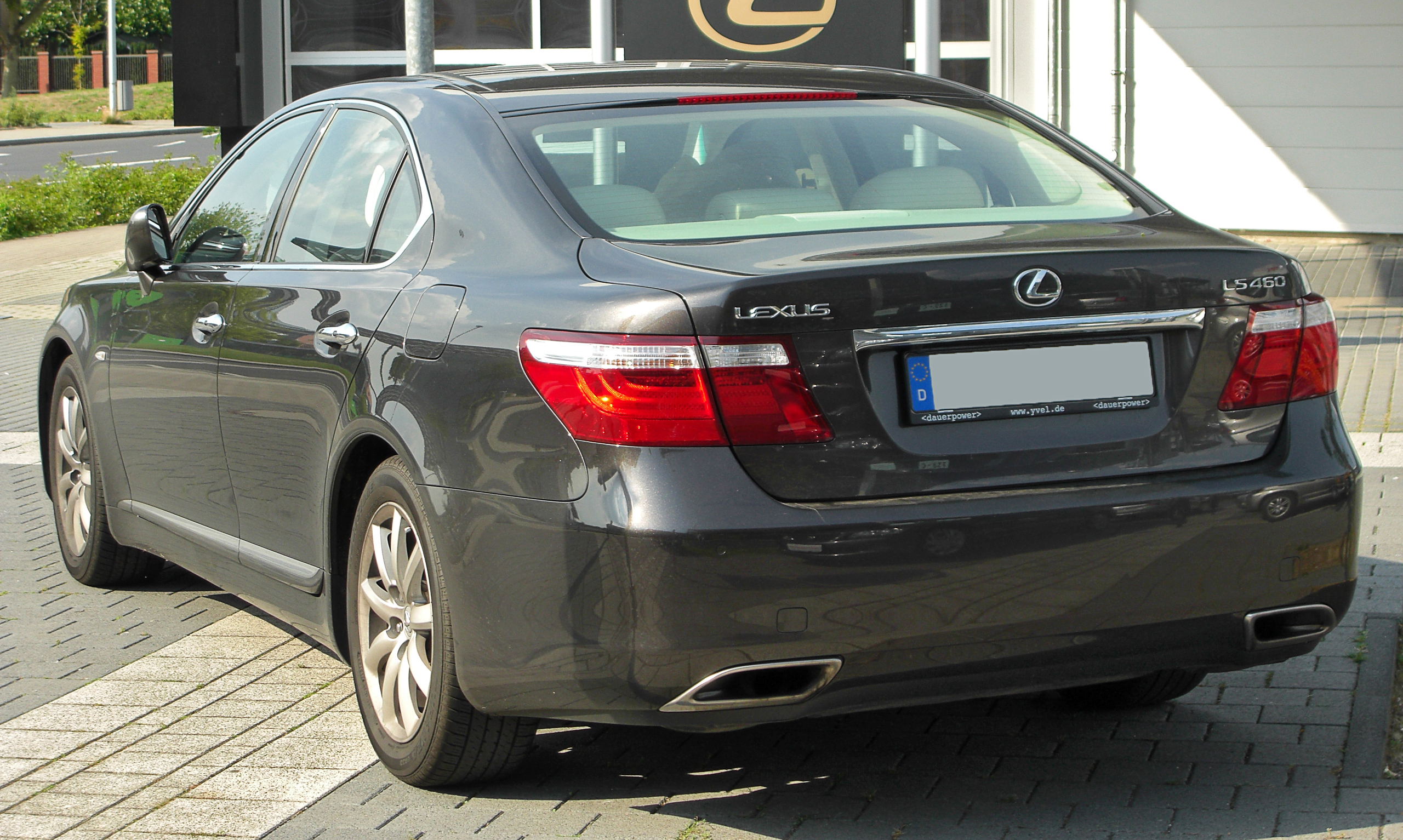
Phase 1
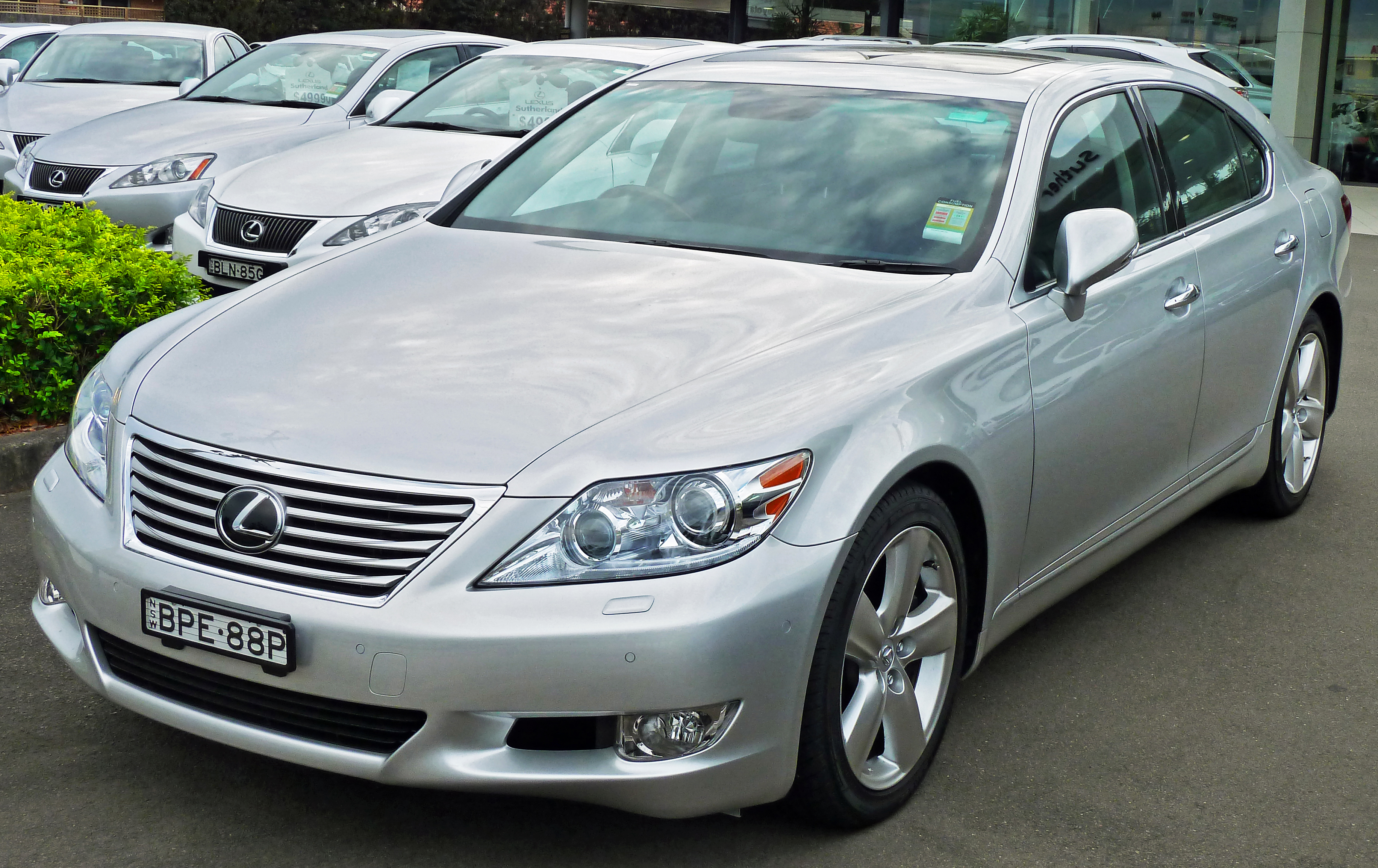
Phase 2
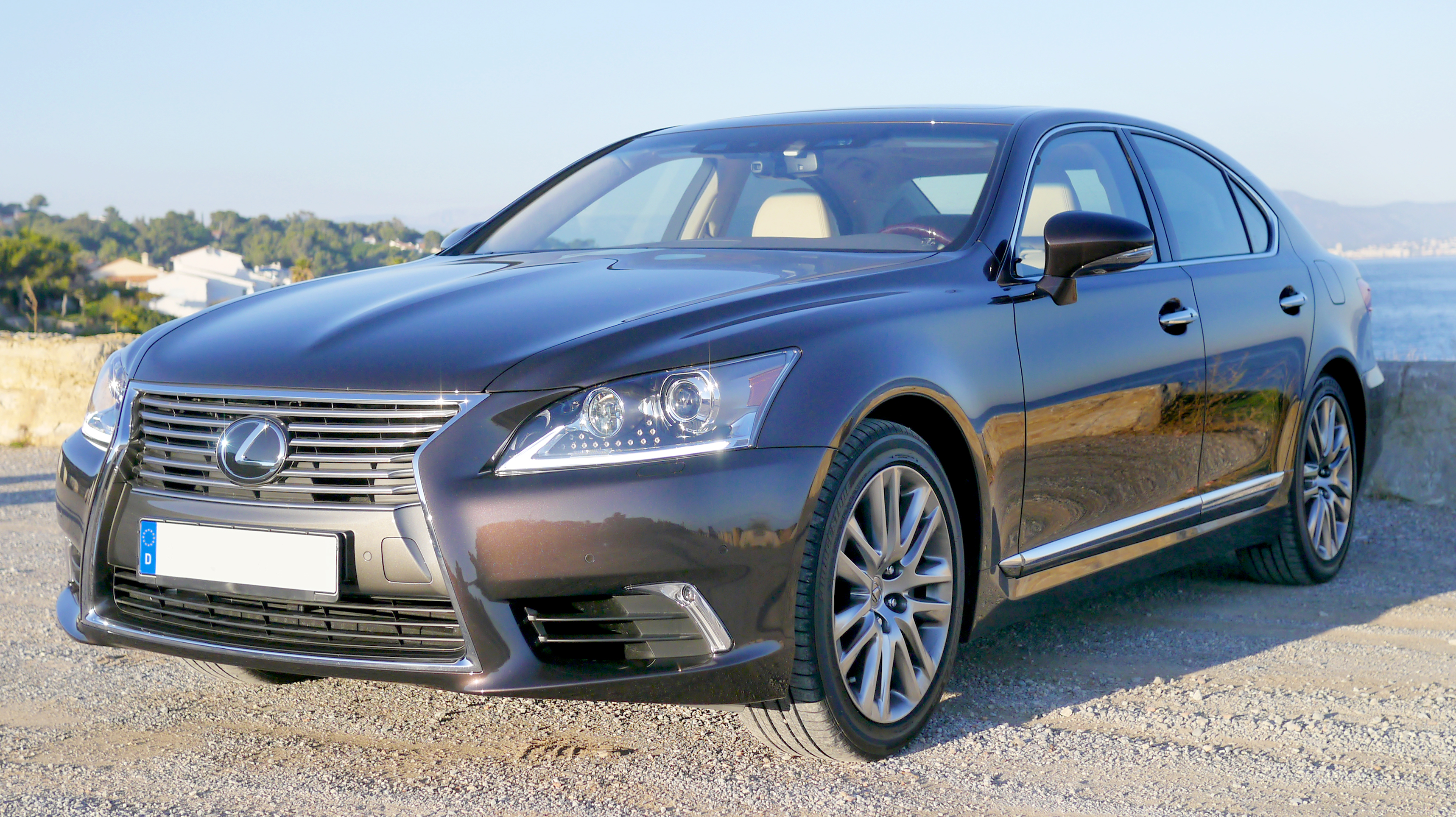
Phase 3

## Cinquième génération (2017-)

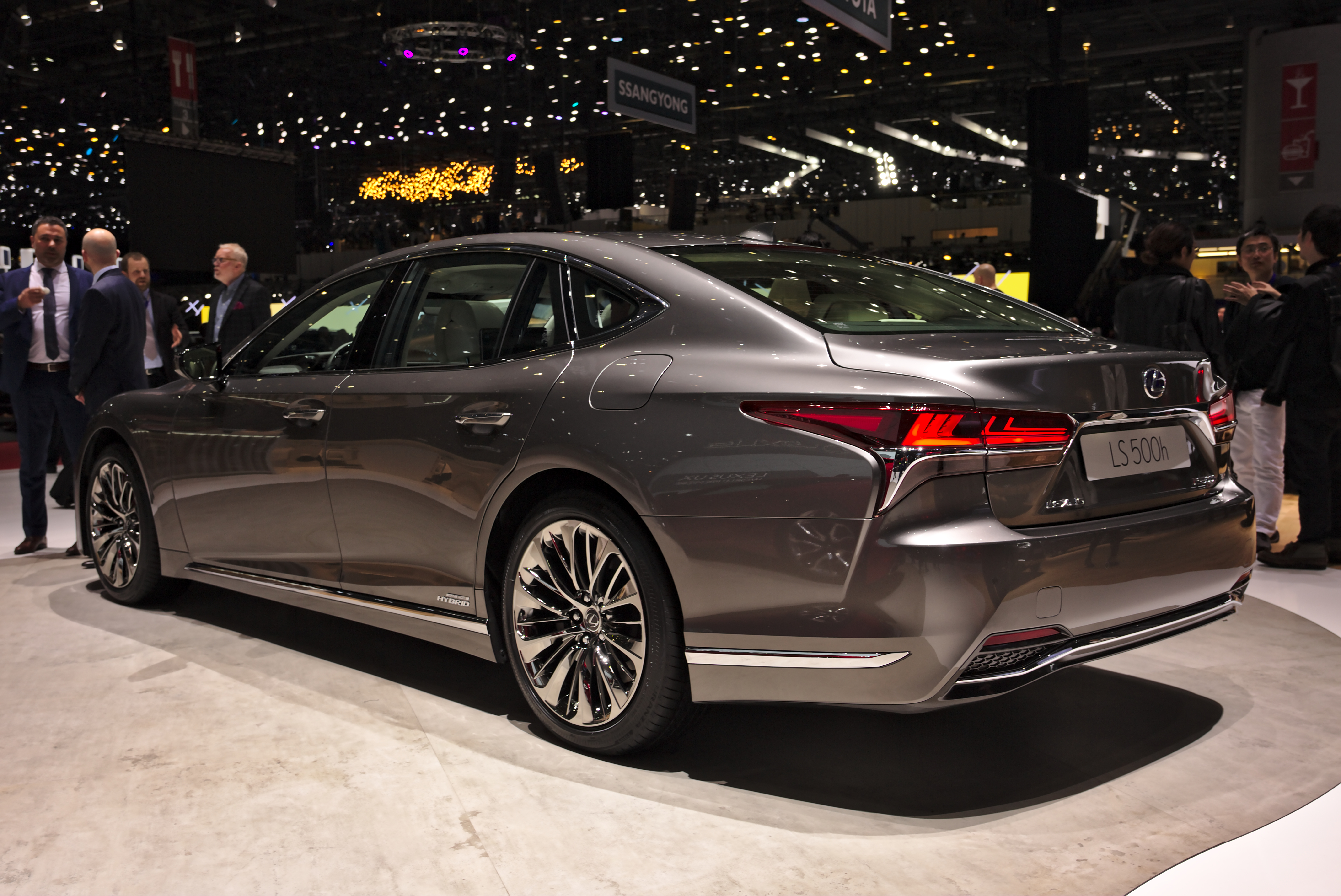
Lexus LS (XF50) Phase 1

La cinquième génération de Lexus LS est dévoilée au Salon de Détroit 2017. Plusieurs éléments de son design étaient préfigurés dès 2015 par la LF-FC (show car de la LC).

### Phase 2

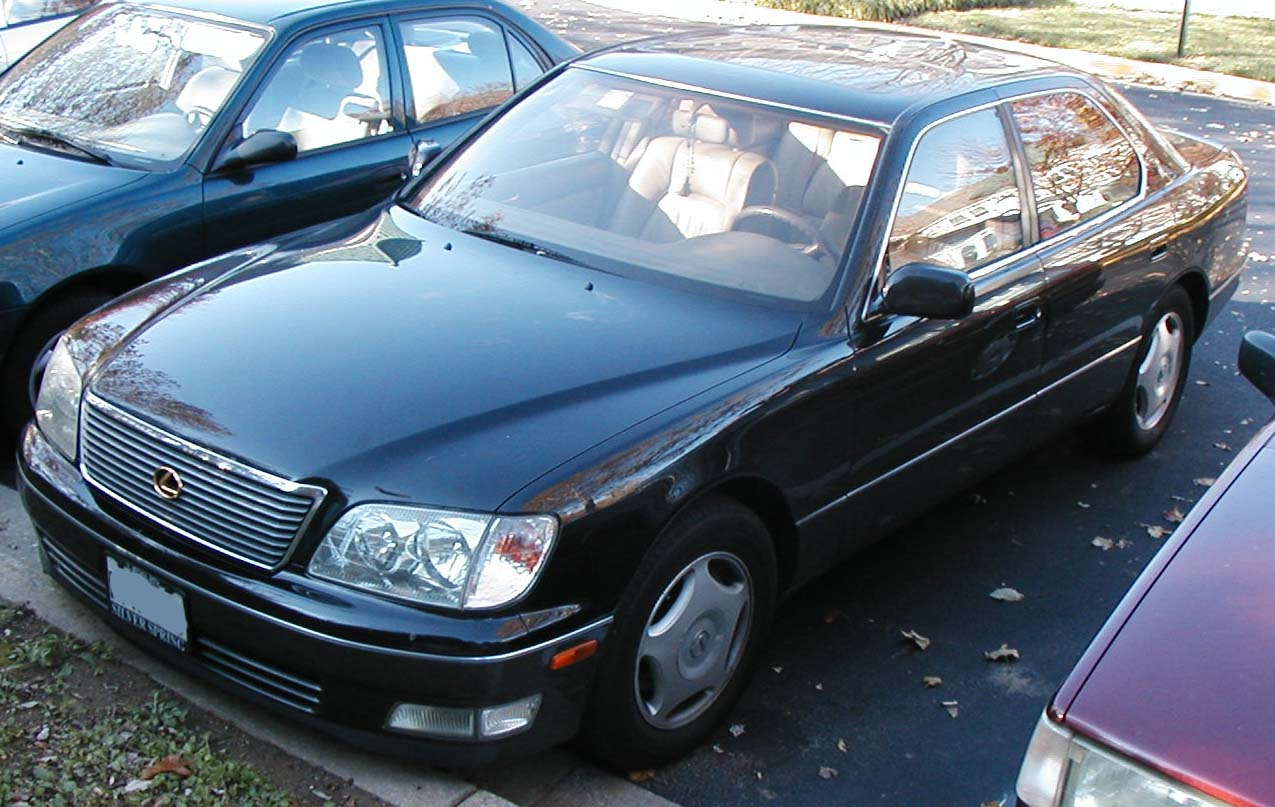
Lexus LS II (XF20) Phase 2

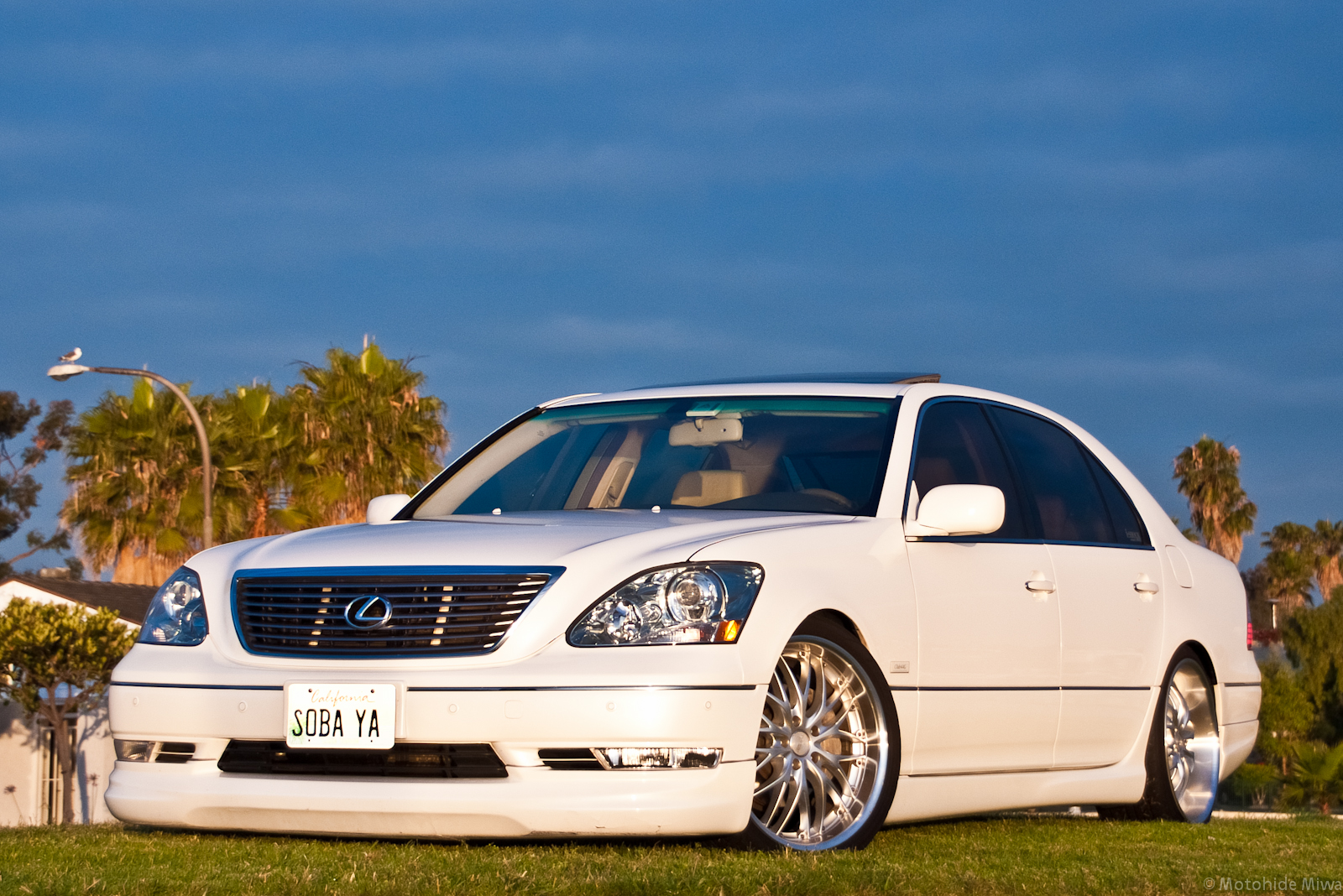
Lexus LS III (XF30) Phase 2

La version restylée de la cinquième génération de Lexus LS est dévoilée en juillet 2020. La LS 500h fait ses débuts en Europe en 2021. La version essence LS 500 n'est plus commercialisée en Europe.
En avril 2021, Toyota présente le nouveau modèle au Japon équipé du pack TeamMate une assistance de conduite qui permet au véhicule de dialoguer avec le conducteur.

### Advanced drive
L'Advanced Drive peut prévenir le conducteur d'un danger ou lui proposer une alternative. Le véhicule pourra également bénéficier de mise-à-jour à distance, dite over the air.
Sur autoroute, le véhicule peut être programmé pour une direction pour assister le conducteur dans sa conduite, en fonction des conditions  de circulation, et maintenir le véhicule dans la file, maintenir la distance avec les autres véhicules, prendre un embranchement, changer de file de circulation et dépasser d'autres véhicules, jusqu'à la sortie d'autoroute: le conducteur est libre de ne pas utiliser l'accélérateur, le frein, ou le volant, de manière à pouvoir être plus attentif à son trajet. La fonction se conduit naturellement dans des courbes, des embouteillages ou des dépassements.
La caméra permet de considérer la direction du regard du conducteur pour l'avertir s'il ne regarde pas en direction du danger et pour confirmer le changement de voie de circulation.
Le véhicule est également équipé d'un système de freinage automatique d'urgence. Si le conducteur fait le mort, le véhicule peut progressivement s’arrêter et déclencher un système de type eCall.
L'ensemble de ces fonctions s'approchent de la notion de système automatisé de maintien dans la voie.
Au Japon, les données des caméras pourront être collectées pour l'amélioration de l'expérience utilisateur.

### Finitions
- LS
- LS Executive
- LS Executive Innovation

## Ventes totales (toutes générations confondues)

### France
| Année  | 1989 | 1990 | 1991 | 1992 | 1993 | 1994 | 1995 | 1996 | 1997 | 1998 | 1999 | 2000 | 2001 | 2002 | 2003 | 2004 | 2005 | 2006 | 2007 | 2008 | 2009 | 2010 | 2011 | 2012 | 2013 | 2014 | 2015 | 2016 | 2017 | 2018 | 2019 | 2020 | 2021 | 2022 | 2023 | Total |
| ------ | ---- | ---- | ---- | ---- | ---- | ---- | ---- | ---- | ---- | ---- | ---- | ---- | ---- | ---- | ---- | ---- | ---- | ---- | ---- | ---- | ---- | ---- | ---- | ---- | ---- | ---- | ---- | ---- | ---- | ---- | ---- | ---- | ---- | ---- | ---- | ----- |
| Ventes |      |      |      |      |      |      |      |      | 18   |      |      |      |      |      |      |      |      |      |      |      | 0,01 | 0,1  | 1    | 1    | 1    | 2    | 0,1  | 0,2  | 1    | 46   | 11   | 4    |      | 2    |      |       |